# João de Bittencourt Pereira Machado e Sousa
João de Bittencourt Pereira Machado e Sousa (Açores, ca. 1750 – ) foi um militar e político brasileiro.
Foi membro da Junta governativa catarinense de 1822, assumindo em 22 de maio.